# Singhiella malabaricus
Singhiella malabaricus és una espècie d'hemípter del gènere Singhiella, de la família dels Aleiròdids.
Va ser descrita científicament per primera vegada per Jesudasan & David el 1991.